# Hermann-Josef Große Kracht
Hermann-Josef Große Kracht (* 1962 in Glandorf) ist ein deutscher katholischer Theologe.

## Leben
Nach dem Abitur am Gymnasium Bad Iburg 1981 leistete Hermann-Josef Große Kracht 1981/82 den Zivildienst beim Caritasverband Osnabrück ab. Er studierte Theologie, Soziologie, Pädagogik und Philosophie an der PTH Sankt Georgen, an der er den Bakkalaureat Philosophie erwarb, am Instituto Theológico Franciscano und an der Universität Münster, an der er 1988 den Diplomabschluss Katholische Theologie erwarb. Von 1988 bis 1993 war er Wissenschaftlicher Mitarbeiter am Institut für katholische Theologie der Universität Kassel bei Helmuth Rolfes und zugleich Redakteur der Zeitschrift Communicatio Socialis. Er erwarb 1991 die Abschlüsse M.A. (Soziologie; Nebenfächer: Philosophie, Pädagogik), 1992 1. Staatsexamen für das Lehramt Sek I/II (Kath. Religion/Sozialkunde), 1993 Erweiterungsprüfung zum 1. Staatsexamen (Geschichte), 1996 Erweiterungsprüfung zum 1. Staatsexamen (Philosophie) und 1996 Dr. phil. Von 1994 bis 1996 absolvierte er das Referendariat am Studienseminar Kassel II. Als Studienrat unterrichtete er von 1997 bis 2000 an der Euregio-Gesamtschule Rheine. Mit dem Georg Forster-Preis der Universität Kassel wurde er 1998 für die Dissertation ausgezeichnet. Bei Karl Gabriel war er von 2000 bis 2004 Wissenschaftlicher Assistent am Institut für Christliche Sozialwissenschaften der Universität Münster und zugleich Schriftleiter des Jahrbuchs für Christliche Sozialwissenschaften. Als Studienrat an der Euregio-Gesamtschule unterrichtete er wieder von 2004 bis 2005. Seit 2008 ist er Akademischer Rat am Institut für Theologie und Sozialethik der Technischen Universität Darmstadt. 2009 wurde ihm die venia legendi für das Fach Christliche Sozialwissenschaften durch die Katholisch-Theologische Fakultät der Universität Münster verliehen. 2010 wurde Große Kracht zum Akademischen Oberrat am Institut für Theologie und Sozialethik und 2013 durch die TU Darmstadt zum außerplanmäßigen Professor ernannt.
Seine Forschungsschwerpunkte sind Geschichte und Theorie der Katholischen Soziallehre, sozialer und politischer Katholizismus in Deutschland und Europa, vergleichende Wohlfahrtsstaatsforschung: Markt, Staat, Korporatismus, Ethik des Sozialstaates: Arbeitsbeziehungen, Wohlfahrtsverbände, soziale Dienstleistungen, Solidaritäts- und Gerechtigkeitstheorien diesseits und jenseits des politischen Liberalismus und Religion und Politik in demokratietheoretischen Kontexten.

## Publikationen (Auswahl)
- Kirche in ziviler Gesellschaft. Studien zur Konfliktgeschichte von katholischer Kirche und demokratischer Öffentlichkeit. Schöningh, Paderborn 1997, ISBN 3-506-73436-9 (zugleich Dissertation, Kassel 1996).
- Politische Ethik (= Abitur-Wissen. Ethik). Stark, Freising 2002, ISBN 3-89449-565-0.
- Gustav Gundlach SJ (1892–1963): Katholischer Solidarismus im Ringen um die Wirtschafts- und Sozialordnung. Schöningh, Paderborn 2019, ISBN 978-3-657-79228-3.

Herausgeberschaften
- Solidarität institutionalisieren. Arenen, Aufgaben und Akteure christlicher Sozialethik. Beiträge aus dem "Institut für Christliche Sozialwissenschaften". Karl Gabriel zum 60. Geburtstag (= Schriften des Instituts für Christliche Sozialwissenschaften der Westfälischen Wilhelms-Universität Münster. Band 50). LIT, Münster 2003, ISBN 3-8258-7100-2.
- mit Karl Gabriel: Brauchen wir einen neuen Gesellschaftsvertrag?. VS Verl. für Sozialwiss., Wiesbaden 2005, ISBN 3-531-14766-8.
- mit Tobias Karcher und Christian Spieß: Das System des Solidarismus. Zur Auseinandersetzung mit dem Werk von Heinrich Pesch SJ (= Studien zur christlichen Gesellschaftsethik. Band 11). Lit, Berlin u. a. 2007, ISBN 3-8258-0149-7.
- mit Christian Spieß: Christentum und Solidarität. Bestandsaufnahmen zu Sozialethik und Religionssoziologie. Festschrift zum 65. Geburtstag von Professor Karl Gabriel. Schöningh, Paderborn u. a. 2008, ISBN 3-506-76671-6.
- Wilhelm Emmanuel von Ketteler. Ein Bischof in den sozialen Debatten seiner Zeit (= Topos-Taschenbücher. Band 791). Verl.-Gemeinschaft Topos Plus, Kevelaer 2011, ISBN 978-3-8367-0791-6.
- Der moderne Glaube an die Menschenwürde. Philosophie, Soziologie und Theologie im Gespräch mit Hans Joas. Die Idee zu diesem Band entstand im Rahmen einer Autorentagung mit Hans Joas, die im April 2012 an der Technischen Universität Darmstadt stattfand transcript-Verl., Bielefeld 2014, ISBN 3-8376-2519-2.
- mit Klaus Große Kracht: Religion – Recht – Republik. Studien zu Ernst-Wolfgang Böckenförde. Schöningh, Paderborn u. a. 2014, ISBN 3-506-76611-2.
- mit Stephan Goertz: Christentum – Moderne – Politik. Studien zu Franz-Xaver Kaufmann. Schöningh, Paderborn u. a. 2014, ISBN 3-506-76952-9.